# Sobralia liliastrum
Sobralia liliastrum é uma espécie terreste do litoral e baixada baianas, bastante vigorosas no seu habitat, onde formam grande touceiras. Seus trocos atingem 1 metro de altura e são pouco folhados. Flores apicais que aparecem em curto racimo e se abrem sucessivamente uma após a outra. Flor totalmente branco-leitosa, de 10 centímetros de diâmetro. Na parte interna do tubo de labelo aparece uma zona amarela intensa.
Floresce no verão.